# Будьонновська ТЕС
44°49′46″ пн. ш. 44°6′22″ сх. д. / 44.82944° пн. ш. 44.10611° сх. д.
Будьонновська ТЕС — теплова електростанція у Ставропольському краї Росії, якою доповнили комплекс нафтохімічного заводу «Ставролен».
У 2010-х роках компанія «Лукойл» взялась за розробку виявлених на Каспії нафтових родовищ, попутний газ яких спрямували по трубопроводу Артезіан – Будьонновськ для переробки на новій  установці фракціонування, спорудженій поряд з нафтохімічним заводом «Ставролен» (установка парового крекінгу та похідні виробництва). Після відбору гомологів метану, які виступають як сировина для парового крекінгу, залишається підготований газ. Останній, зокрема, використали для живлення нової теплоелектроцентралі, що забезпечує «Ставролен» електричною та тепловою енергією.
У 2015 році на майданчику станції ввели в експлуатацію один енергоблок потужністю 153 МВт, у якому дві газові турбіни Trent від компанії Rolls-Royce живлять через відповідну кількість котлів-утилізаторів Подольського котельного заводу одну парову турбіну виробництва Siemens.
Для станції обрали технологічну схему з використанням повітряного («сухого») охолодження.
Окрім виробництва електроенергії станція також може постачати теплову енергію в обсягах 115 Гкал/год.
Видача продукції відбувається по ЛЕП, розрахованим на роботу під напругою 110 кВ.